# حقل برينوس النفطي
حقل برينوس النفطي هو حقل نفطي يقع في بحر إيجة قرب جزيرة ثاسوس اليونانية. اكتشف الحقل عام 1971 وبدأ الإنتاج منه عام 1975. يقدر احتياطي الحقل بـ 90 مليون برميل فيما يبلغ معدل الإنتاج اليومي فيه 1,900 برميل. وقد اكتشف بالقرب منه حقل إبسيلون النفطي عام 2000.